# Cerna-Sat
Cerna-Sat – wieś w Rumunii, w okręgu Gorj, w gminie Padeș. W 2011 roku liczyła 76 mieszkańców.